# Highland (California)
Highland, fundada en 1987, es una ciudad ubicada en el condado de San Bernardino en el estado estadounidense de California. En el año 2000 tenía una población de 44,605 habitantes y una densidad poblacional de 1,249.4 personas por km².

## Geografía
Norco se encuentra ubicada en las coordenadas 34°7′6″N 117°12′9″O / 34.11833, -117.20250. Según la Oficina del Censo, la ciudad tiene un área total de 35,7 km² (13,8 mi²), de la cual 35,3 km² (13,6 mi²) es tierra y 0,4 km² (0,2 mi²) (1.23%) es agua.

## Demografía
Según la Oficina del Censo en 2000 los ingresos medios por hogar en la localidad eran de $41,230, y los ingresos medios por familia eran $43,649. Los hombres tenían unos ingresos medios de $38,695 frente a los $27,308 para las mujeres. La renta per cápita para la localidad era de $16,039. Alrededor del 21.5% de la población estaban por debajo del umbral de pobreza.